# Choerades fulva
Espèce
Choerades fulva est une espèce d'insectes prédateurs de l'ordre des diptères, de la famille des asilidés.